# Сель-сюр-Эн
Сель-сюр-Эн (фр. Celles-sur-Aisne) — коммуна во Франции, находится в регионе Пикардия. Департамент коммуны — Эна. Входит в состав кантона Фер-ан-Тарденуа. Округ коммуны — Суасон.
Код INSEE коммуны — 02148.

## Население
Население коммуны на 2010 год составляло 256 человек.
| 1962 | 1968 | 1975 | 1982 | 1990 | 1999 | 2010 |
| ---- | ---- | ---- | ---- | ---- | ---- | ---- |
| 217  | 220  | 224  | 193  | 216  | 205  | 256  |

## Экономика
В 2010 году среди 170 человек трудоспособного возраста (15—64 лет) 127 были экономически активными, 43 — неактивными (показатель активности — 74,7 %, в 1999 году было 78,9 %). Из 127 активных жителей работали 113 человек (67 мужчин и 46 женщин), безработных было 14 (9 мужчин и 5 женщин). Среди 43 неактивных 14 человек были учениками или студентами, 10 — пенсионерами, 19 были неактивными по другим причинам.